# Lorena Nogal
Lorena Nogal (geboren 1984 in Barcelona) ist eine spanische Balletttänzerin und Choreografin. 2024 gewann sie in der Kategorie Interpretation den spanischen Premio Nacional de Danza.

## Karriere
Ihr Studium als Tänzerin am Instituto del Teatro de Barcelona schloss sie 2005 ab. Anschließend trat sie der Kompanie IT Dansa bei. Mehr als 15 Jahre lang arbeitete sie mit Marcos Morau in der Kompanie La Veronal zusammen. Auch mit den Ensembles Gelabert-Azzopardi und Lanònima Imperial trat sie auf. 2018 gründete sie das Projekt HOTEL Colectivo Escénico, in dem unter anderem Marie Gyselbrecht, Quim Bigas und Lisi Estarás auftraten.

## Choreografien
Lorena Nogal verfolgt in ihrer Arbeit einen multidisziplinären Ansatz, indem sie Elemente des Theaters und der bildenden Kunst in ihre Schöpfungen integriert. Ihre Choreografien behandeln die Beziehung zwischen Körper und Raum und loten dabei die Grenzen der menschlichen Bewegungsmöglichkeit aus.
Ihr Werk umfasst:
- El elogio de la fisura, das auf den Festivals Sismògraf, Temporada Alta und Dansa Metropolitana aufgeführt wurde.
- Sonoma.
- Pasionaria.
- Opening Night.
- Alegorías.
- El límite y sus mapas in Zusammenarbeit mit der Tänzerin Paula Comitre. Es wurde 2022 im Théâtre national de Chaîllot aufgeführt wurde.

## Auszeichnungen
- 2016 Preis der katalanischen Kritik als beste weibliche Interpretin.[1][3]
- 2024 Premio Nacional de Danza als beste Interpretin, verliehen vom spanischen Kulturministerium und dotiert mit 30.000 €.[1][2]
- 2024 Premio Talía für darstellende Kunst als beste weibliche Interpretin.[4]